# Arseni Karmatski
Arseni Karmatski (russisch Арсений Карматский; englische Transkription Arseniy Karmatskiy; auch Arsenii Karmatckii; * 1990 oder 1991) ist ein professioneller russischer Pokerspieler. Er gewann 2018 das Main Event der European Poker Tour.

## Pokerkarriere
Karmatski spielt seit Dezember 2012 auf diversen Onlinepoker-Plattformen unter dem Nickname josef_shvejk sowie als kastaban bei GGPoker. Er hat Online-Turniergewinne von mehr als 6,5 Millionen US-Dollar aufzuweisen. Beim PokerStake-Ranking, das die erfolgreichsten Onlinepoker-Turnierspieler der Welt listet, befand sich der Russe im Jahr 2018 zeitweise auf Platz 4.
Seine erste Geldplatzierung bei einem Live-Turnier erzielte Karmatski Ende März 2014 in Paris. Im April 2017 wurde er beim Main Event des WSOP International Circuit in Cannes Dritter und erhielt ein Preisgeld von knapp 60.000 Euro. Mitte August 2017 gewann er die partypoker German Poker Championships in Rozvadov mit einer Siegprämie von 185.000 Euro. Ende März 2018 siegte Karmatski auch beim Main Event der European Poker Tour in Sotschi. Dafür setzte er sich gegen 860 andere Spieler durch und sicherte sich ein Preisgeld von 27,3 Millionen russischen Rubel, zu diesem Zeitpunkt umgerechnet knapp 480.000 US-Dollar. Zusätzlich erhielt er einen „Platinum Pass“ im Wert von 30.000 US-Dollar, der zur Teilnahme an der PokerStars Players Championship im Januar 2019 auf den Bahamas berechtigte. Im Juni 2018 war Karmatski erstmals bei der Hauptturnierserie der World Series of Poker im Rio All-Suite Hotel and Casino erfolgreich und kam bei sechs Turnieren der Variante No Limit Hold’em in die Geldränge. Beim PokerStars Caribbean Adventure auf den Bahamas wurde er Mitte Januar 2019 bei einem Side-Event Zweiter und erhielt ein Preisgeld von mehr als 250.000 US-Dollar. Ende August 2022 gewann er bei der Luxon Pay Mediterranean Poker Party im nordzyprischen Kyrenia das Warm Up mit einem Hauptpreis von 310.000 US-Dollar und belegte wenige Tage später beim Main Event den zweiten Rang, für den er aufgrund eines Deals eine Auszahlung von 471.000 US-Dollar erhielt.
Insgesamt hat sich Karmatski mit Poker bei Live-Turnieren knapp 3 Millionen US-Dollar erspielt.